# 1960 في بولندا
فيما يلي قوائم الأحداث التي وقعت خلال عام 1960 في بولندا.

## ظهور
- 1 يناير – سولاريس كتاب من تأليف ستانيسواف لم.

## مواليد

### أبريل
- 30 أبريل – بياتا بوزنياك ممثلة أمريكية.

### مايو
- 3 مايو – ادم سيكورا

### يوليو
- 22 يوليو – أندرزج بالاز لاعب كرة قدم بولندي.

### سبتمبر
- 22 سبتمبر – دافور يوزيتش لاعب كرة قدم بوسني.

### نوفمبر
- 13 نوفمبر – كرزيستوف بوكانيك ممثل بولندي.

### ديسمبر
- 12 ديسمبر – كريستوف كوسيدووسكي

## وفيات

### فبراير
- 11 فبراير – فكتور كليمبرر (مواليد 1881)

### أبريل
- 24 أبريل – بول بارتش (مواليد 1871)